# Mezoregion Vale do Itajaí

Mezoregion Vale do Itajaí

Mezoregion Vale do Itajaí – mezoregion w brazylijskim stanie Santa Catarina, skupia 53 gminy zgrupowanych w czterech mikroregionach. Liczy 14 859,1 km² powierzchni.

## Mikroregiony
- Blumenau
- Itajaí
- Ituporanga
- Rio do Sul